# پی‌ال-۱۵
پی‌ال-۱۵ یک موشک هوا به هوای برد بلند است که توسط چین طراحی شده‌است. سیستم هدایت این موشک به صورت هدایت رادار فعال است.

## تاریخچه
این موشک در سال ۲۰۱۱ آزمایش و در سال ۲۰۱۵ توسط رسانه‌های دولتی چین معرفی شد. سال ۲۰۱۳ این موشک توسط نمونه اولیه جی ۲۰ حمل و آزمایش شد.
پی ال ۱۵ از سال ۲۰۱۵ به خدمت نیروی هوایی چین درآمد و تاکنون توسط هواپیماهای جی ۲۰، جی ۱۰ و جی ۱۶ به کار گرفته شده‌است.

## طراحی
این موشک ۴متر طول دارد که بیشتر از موشک‌های هوا به و هوای موجود در جهان است. این موشک دارای موتور سوخت جامد است که سرعت آن را ۴ ماخ افزایش می‌دهد. برد این موشک بسته به مدل‌های آن از ۲۰۰ تا ۳۰۰ کیلومتر متغیر است. پی ال ۱۵ با موشک متور فرانسوی مقایسه می‌شود که در هر دو مدل بالچه‌های موشک برای حمل توسط دهلیز داخلی جنگنده‌های رادار گریز کوتاه شده‌اند.
سیستم هدایت این موشک توسط یک جستجوگر رادار فعال تشکیل می‌شود. هرچند این موشک توانایی استفاده از دو نوع جستجوی رادار فعال و غیرفعال را دارد. پی ال ۱۵ دارای سیستم جنگ الکترونیک و ضد اخلالگر است. این موشک را به وسیله آواکس نیز می‌توان هدایت نمود.
در سال ۲۰۲۱، چین از نوع صادراتی پی ال ۱۵ با نام پی ال۱۵ ئی با برد ۱۴۵ کیلومتر رونمایی کرد. نسخه صادراتی برد کمتری نسبت به نسخه داخلی دارد که احتمالاً به دلیل تغییر در موتور پیشران یا سوخت موشک است.

## مدل‌ها
پی ال ۱۵:
نسخه مخصوص نیرو هوایی چین با برد تخمینی ۲۰۰ تا ۳۰۰ کیلومتر.

پی ال ۱۵ ئی:
این نسخه مخصوص صادرات ساخته شده‌است که حداکثر برد آن به ۱۴۵ کیلومتر می‌رسد.